# Francophonie
La Francophonie (formeel l'Organisation internationale de la Francophonie in het Frans) is een organisatie van landen waarin de Franse taal wordt gesproken. Zo'n 57 landen zijn lid van de organisatie, vier andere zijn geassocieerde leden en nog twintig landen zijn observerende leden. Het Frans wordt er door ten minste een deel van de bevolking gesproken en voor enkele landen is het de belangrijkste taal. De organisatie kan vergeleken worden met het Britse Gemenebest, aangezien veel van de aangesloten landen voormalige Franse kolonies zijn.
De organisatie werd opgericht in 1970 en heeft als motto égalité, fraternité, solidarité, complémentarité. De organisatie begon als een kleine club van Franssprekende landen, maar heeft zich ontwikkeld tot een grote internationale organisatie met samenwerkingsverbanden op het vlak van cultuur, wetenschap, economie, rechtspraak en vrede.
La Francophonie is een pleitbezorger van wereldwijde culturele en taalkundige verscheidenheid. Net als organisaties als UNESCO houdt ze zich bezig met taalkundige evolutie. Er wordt samengewerkt met het Portugeestalige Lusophonia en organisaties op het gebied van de Spaanstalige Hispanofonie.
La Francophonie heeft een observerende status in de Algemene Vergadering van de Verenigde Naties.

## Leden

lid (nationaal)
lid (regionaal)
geassocieerd lid
geschorst lid
waarnemer

### Lidstaten

#### Afrika
| - Benin - Burkina Faso - Burundi - Centraal-Afrikaanse Republiek - Comoren - Congo-Brazzaville - Congo-Kinshasa - Ivoorkust - Djibouti - Egypte | - Equatoriaal-Guinea - Gabon - Guinee - Guinee-Bissau - Kameroen - Kaapverdië - Madagaskar - Mali - Marokko - Mauritanië | - Mauritius - Niger - Rwanda - Sao Tomé en Principe - Senegal - Seychellen - Togo - Tsjaad - Tunesië |

| - Albanië - Andorra - Armenië - België - Franse Gemeenschap - Bulgarije - Frankrijk - Griekenland - Luxemburg - Noord-Macedonië - Moldavië - Monaco - Roemenië - Zwitserland | - Canada - New Brunswick - Quebec - Dominica - Haïti - Saint Lucia - Martinique - Guadeloupe - Frans-Guyana - Saint-Pierre en Miquelon | - Cambodja - Laos - Libanon - Vietnam - Vanuatu |

### Geassocieerde lidstaten
| Land                         | Lidmaatschap | Talen                           | Opmerkingen |
| ---------------------------- | ------------ | ------------------------------- | --- |
| Cyprus                       | 2006         | Grieks, Turks                   | Cyprus werd van 1192 tot 1489 geregeerd door het Franse Huis Lusignan. Ongeveer 12% van de Cypriotische bevolking spreekt en verstaat Frans.   |
| Ghana                        | 2006         | Engels                          | Grenst langs alle landsgrenzen met Franstalige landen en handelspartners. Frans is een verplichte studie in het basisonderwijs.                |
| Servië                       | 2006         | Servisch                        | Traditioneel diplomatieke, militaire en culturele banden met Frankrijk; Frans wordt als tweede taal gedoceerd in de meeste secundaire scholen. |
| Verenigde Arabische Emiraten | 2010         | Arabisch                        | Militaire en culturele banden met Frankrijk.                                                                                                   |
| Qatar                        | 2012         | Arabisch                        | Sterke militaire banden met Frankrijk. |
| Kosovo                       | 2014         | Albanees, Servisch              | Traditioneel diplomatieke en commerciële banden met Frankrijk; Frans wordt als derde taal gedoceerd in de meeste secundaire scholen.           |
| Nieuw-Caledonië              | 2016         | Frans, Nieuw-Caledonische talen | 'Speciale collectiviteit' van Frankrijk; voormalige Franse kolonie (1853–1946) en overzees gebied (1946–1999).                                 |

### Observerende lidstaten
| - Argentinië - Bosnië en Herzegovina - Dominicaanse Republiek - Estland - Georgië - Hongarije - Kroatië | - Letland - Litouwen - Mexico - Montenegro - Mozambique - Oekraïne - Oostenrijk | - Polen - Slovenië - Slowakije - Thailand - Tsjechië - Uruguay - Zuid-Korea |

## Algemene vergadering

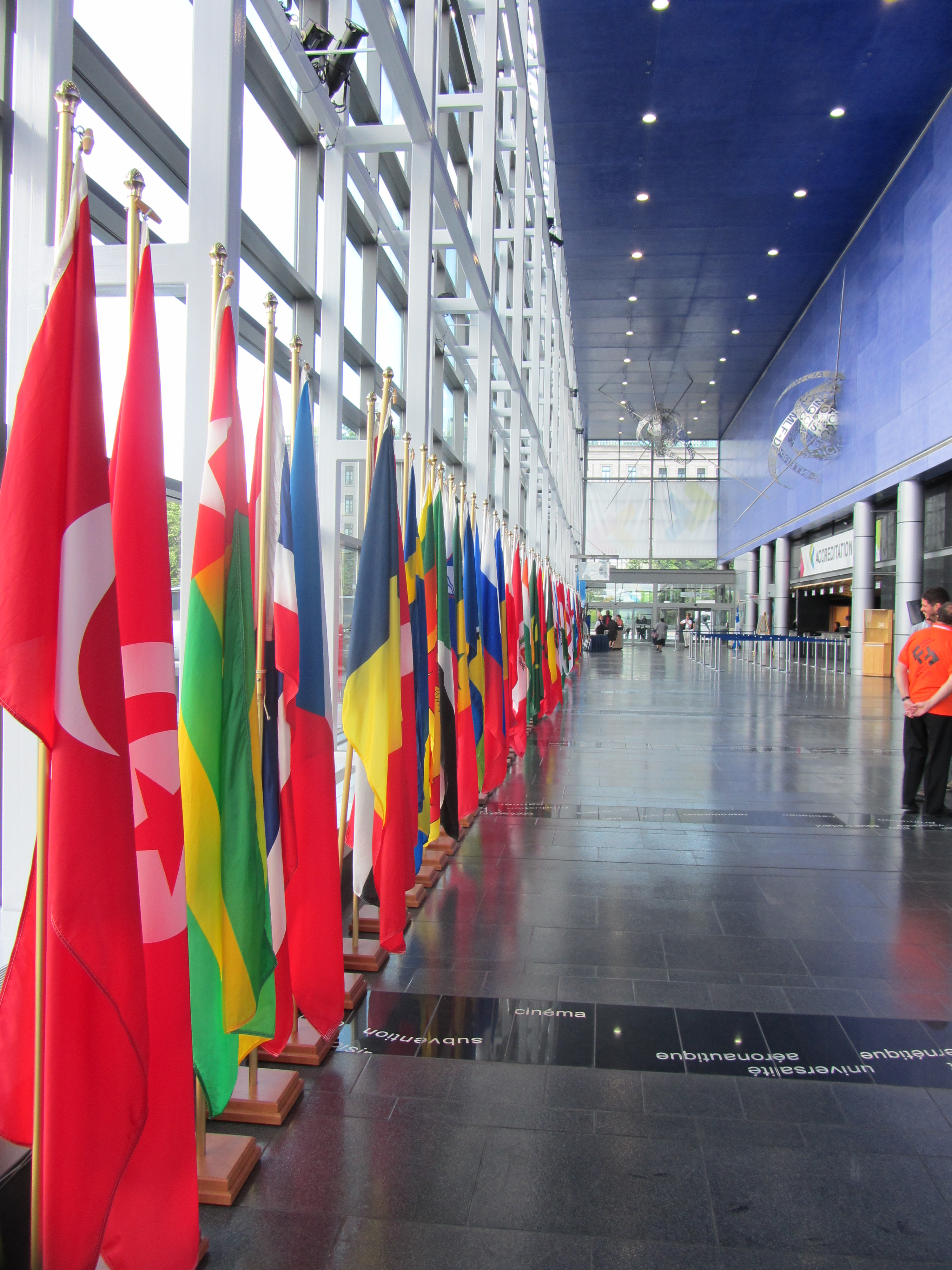
Vlaggen van de lidstaten.

De algemene vergadering van staatshoofden en regeringsleiders wordt elke twee jaar gehouden en is de hoogste autoriteit binnen de Francophonie. De vergadering wordt voorgezeten door het staatshoofd of de regeringsleider van het gastland en deze is voorzitter tot de volgende algemene vergadering.  Het wordt de "Top van de Francofonie" genoemd (Sommet de la francophonie).

### Locaties
- Versailles, Frankrijk (17-19 februari 1986)
- Quebec, Canada (2-4 september 1987)
- Dakar, Senegal (24-26 mei 1989)
- Parijs, Frankrijk (19-21 november 1991)
- Port Louis, Mauritius (16-18 oktober 1993)
- Cotonou, Benin (2-4 december 1995)
- Hanoi, Vietnam (14-16 november 1997)
- Moncton, Canada (3-5 september 1999)
- Beiroet, Libanon (18-20 oktober 2002)
- Ouagadougou, Burkina Faso (26-27 november 2004)
- Boekarest, Roemenië (28-29 september 2006)
- Quebec, Canada (17-19 oktober 2008)
- Montreux, Zwitserland (22-24 oktober 2010)
- Kinshasa, Congo-Kinshasa (12-14 oktober 2012)
- Diamniadio, Senegal (29-30 november 2014)
- Antananarivo, Madagaskar (26-27 november 2016)
- Jerevan, Armenië (11-12 oktober 2018)
- Djerba, Tunesië (19-20 november 2022)
- Villers-Cotterêts, Frankrijk (2024)

## Secretaris-generaal
- Boutros Boutros-Ghali (Egypte): 16 november 1997 - 31 december 2002
- Abdou Diouf (Senegal): 1 januari 2003 - 31 december 2014
- Michaëlle Jean (Canada): 1 januari 2015 - 31 december 2018
- Louise Mushikiwabo (Rwanda): 1 januari 2019 -